# ②℃-ute神聖的精選輯
「②℃-ute神聖的精選輯」（②℃-ute神聖なるベストアルバム）是日本的女子偶像組合℃-ute的第2枚精選專輯，於2012年11月21日發行。唱片公司為zetima。

## 概要
- 繼2009年發售的「我們是℃-ute! 所有單曲大集合囉!①」以來的精選專輯。與上一張專輯『第七章「太美了真抱歉」』相距約9個月。
- 收錄第13張單曲「爆音Dance!」至第18張單曲「你騎自行車 我坐火車回家」共4首主打單曲（想見你的寂寞聖誕節、桃色Sparkling沒有收錄）。
- 除了單曲，此專輯更收錄11首重新編曲和混音的單曲、B面曲及專輯曲，以及新曲『「愛情」的定義是什麼!』，共12首曲目。
- 本作分「初回限定盤A」、「初回限定盤B」和「CD盤」3種版本。
- 「初回限定盤A」收錄了9首重新收錄單曲的PV和單曲「想見 想見 想見你」B面曲「悲傷的天堂」的PV和Live片段；「初回限定盤B」收錄了片段「超長訪問」。
- 在12月3日於Oricon公信榜專輯每週排行榜取得第12位。
- 此專輯爲℃-ute出道以來銷量最高的專輯（24,613張），亦是自2008年以來早安家族中銷量最高的專輯。

## 收錄內容

### CD
1. 全新牛仔褲（2012神聖Ver.）（まっさらブルージーンズ（2012神聖なるVer.））
（作詞、作曲：淳君　編曲：平田祥一郎）
1st獨立製作單曲
2. 立刻 擁抱我（2012神聖Ver.）（即 抱きしめて（2012神聖なるVer.））
（作詞、作曲：淳君　編曲：渡辺泰司）
2nd獨立製作單曲
3. 用大大的愛寵愛我（2012神聖Ver.）（大きな愛でもてなして（2012神聖なるVer.））
（作詞、作曲：淳君　編曲：鈴木裕明）
3rd獨立製作單曲
中島早貴・萩原舞主唱
4. 簡單啦（Z）（2012神聖Ver.）（わっきゃない(Z)（2012神聖なるVer.））
（作詞、作曲：淳君　編曲：近藤圭一）
4th獨立製作單曲
5. 櫻花乍現（2012神聖Ver.）（桜チラリ（2012神聖なるVer.））
（作詞、作曲：淳君　編曲：高橋諭一）
1st單曲
6. JUMP（2012神聖Ver.）（JUMP（2012神聖なるVer.））
（作詞、作曲：淳君　編曲：山崎淳）
1st單曲「櫻花乍現」B面曲
7. 都會女孩　純情（2012神聖Ver.）（都会っ子 純情（2012神聖なるVer.））
（作詞、作曲：淳君　編曲：平田祥一郎）
3rd單曲
8. LALALA　幸福之歌（2012神聖Ver.）（LALALA 幸せの歌（2012神聖なるVer.））
（作詞、作曲：淳君　編曲：平田祥一郎）
4th單曲
矢島舞美・岡井千聖主唱
9. 淚的顏色（2012神聖Ver.）（涙の色（2012神聖なるVer.））
（作詞、作曲：淳君　編曲：平田祥一郎）
5th單曲
10. 江戶手毬歌Ⅱ（2012神聖Ver.）（江戸の手毬唄II（2012神聖なるVer.））
（作詞：吉岡治 作曲：宇崎竜童 編曲：平田祥一郎）
6th單曲
鈴木愛理主唱
11. 青春之歌（青春ソング（2012神聖なるVer.））
（作詞、作曲：淳君　編曲：山崎淳）
4th原創專輯「④憧憬的 My STAR」收錄曲
12. 爆音Dance!（Danceでバコーン!）
（作詞・作曲：淳君 編曲：鈴木俊介）
13th單曲
13. Kiss me 我愛你（Kiss me 愛してる）
（作詞・作曲：淳君 編曲：平田祥一郎）
15th單曲
14. 世界上最HAPPY的女孩 （世界一HAPPYな女の子）
（作詞・作曲：淳君 編曲：宅見將典）
17th單曲
15. 你騎自行車 我坐火車回家（君は自転車 私は電車で帰宅）
（作詞・作曲：淳君 編曲：山崎淳）
18th單曲
16. 「愛情」的定義是什麼!（「大好き」の意味を教えて!）
（作詞・作曲：淳君 編曲：近藤圭一）

### DVD

#### 初回限定盤A
1. 全新牛仔褲（2012神聖Ver.）（PV）
2. 立刻 擁抱我（2012神聖Ver.）（PV）
3. 用大大的愛寵愛我（2012神聖Ver.）（PV）
4. 簡單啦（Z）（2012神聖Ver.）（PV）
5. 櫻花乍現（2012神聖Ver.）（PV）
6. 都會女孩　純情（2012神聖Ver.）（PV）
7. LALALA　幸福之歌（2012神聖Ver.）（PV）
8. 淚的顏色（2012神聖Ver.）（PV）
9. 江戶手毬歌Ⅱ（2012神聖Ver.）（PV）
10. 悲傷的天堂（PV）
11. 悲傷的天堂（Live）

#### 初回限定盤B
1. 超長訪問